# Governatore dei Military Knights of Windsor

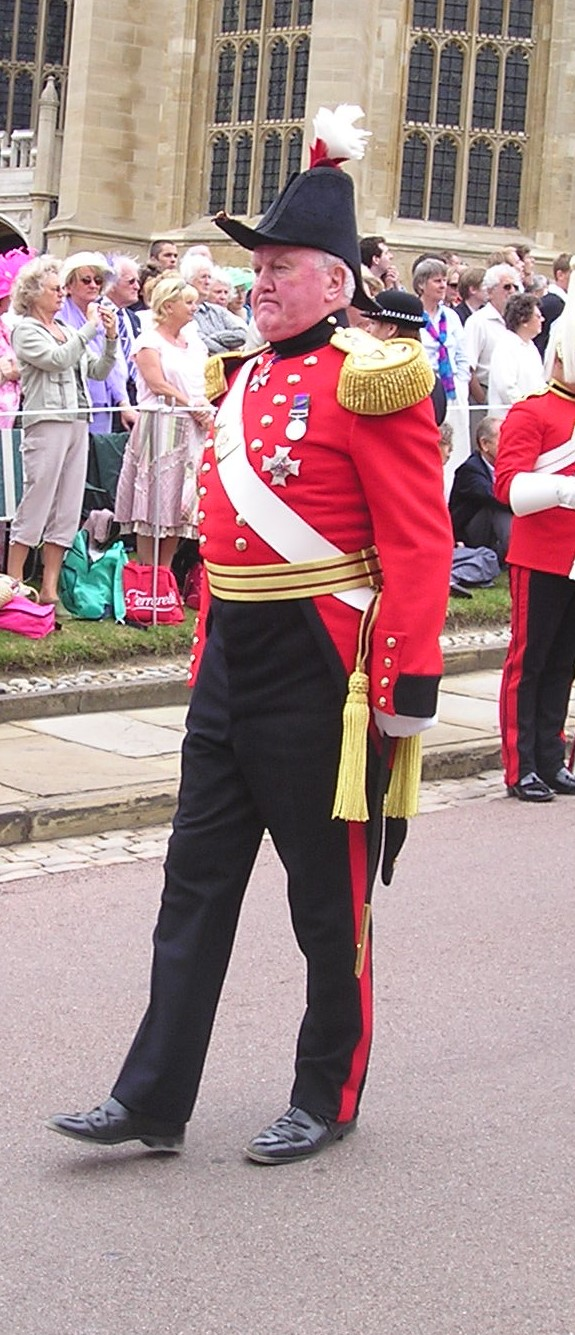
Il Maggiore Generale Sir Michael Hobbs durante la processione dell'Ordine della Giarrettiera alla Saint George's Chapel del Castello di Windsor.

Governatore dei Military Knights of Windsor è un ufficio della Royal Household del sovrano del Regno Unito datato alla metà del XVI secolo. Sino al 1905 l'incarico era assunto dal Conestabile del Castello di Windsor col titolo di Decano. Dal 1906 il cavaliere col maggior grado e la maggiore anzianità venne prescelto quale guida di questo gruppo col titolo di Governatore.

## Elenco dei Governatori dei Military Knights of Windsor
Elenco incompleto
...
- Sir William Wittewronge, ?-1771

...
- Colonnello Thomas Bassett, c. 1820

...
- Capitano John Jonstone Cumming, 1842-1843
- Maggiore Charles Moore, 1843-1867
- Maggiore Sir John Paul Hopkins, 1867-1892
- John Campbell, IX duca di Argyll, KT GCMG GCVO PC 1892-1906
- Maggiore Generale Sir Edward Henry Courtney, 1906-1913
- Maggiore Generale Sir Carteret Walter Carey, 1913-1932
- Tenente Generale Sir Charles Kavanagh, KCB KCMG CVO DSO 1932-1950
- Maggiore Generale Sir Edmund Hakewill-Smith, KCVO CB CBE MC 1951-1978
- Maggiore Generale Sir Peter Gillett, KCVO CB CBE 1978-1989
- Maggiore Generale Sir Peter Downward, KCVO CB DSO DFC 1989-2000
- Maggiore Generale Sir Michael Hobbs, KCVO CBE 2000-2012
- Tenente Generale Sir Peter Pearson, CB CBE 2012-